# Thiafentanil
Thiafentanil (A-3080) ist ein hochpotentes und schnellwirkendes Opioid, das zu Betäubung von Wildtieren mit Hilfe von Pfeil-Spritzen verwendet wird. Es ähnelt stark dem Carfentanyl oder Etorphin, unterscheidet sich von diesen aber durch einen schnelleren Wirkungseintritt, eine signifikant kürzere Wirkungsdauer und eine geringere atemdepressorische Potenz unter narkotisch äquivalenten Dosen.
Thiafentanil (A-3080) ist ein Analogon des Thiofentanil (R 31826), wobei der Propionyl-Rest gegen einen Methoxyacetyl-Rest ersetzt wurde. Es wurde zusammen mit einer ganze Serie analoger Alkoxyalkanamido-, Furamido- und Thenamido-Derivate 1986 patentiert.
Thiafentanil wird seit Ende der 80er Jahre neben Carfentanyl (Wildnil) und Etorphin (M99, Immobilon) in der Veterinärmedizin zur Betäubung von größeren Tieren verwendet.

## Eigenschaften
Thiafentanil unterscheidet sich von Carfentanyl durch einen deutlich schnelleren Wirkungseintritt und eine signifikant kürzere Wirkungsdauer. Die Tiere erwachen 2–5 mal schneller aus der Narkose, je nach Dosis und Spezies im Zeitraum von 27–106 Minuten nach der Narkotisierung. Die kurze Wirkungsdauer ist im Vergleich zum Carfentanyl von Vorteil, weil die Gefahr einer Renarkotisierung bei Verwendung eines Antidotes wesentlich geringer ist. Außerdem ist die atemdepressorische Potenz unter äquivalenten narkotischen Dosen geringer als bei Carfentanyl oder Etorphin. Der therapeutische Index ist im Vergleich zu Carfentanyl etwa 4 mal höher.
Als unerwünschte und ernsthafte Nebenwirkungen können im Verlauf der Narkose Tachykardie und Tachypnoe oder Bradykardie und Bradypnoe, Hypo- oder Hypertension, Atemdepression, Cyanose, Poikilothermie und Überhitzung auftreten, weshalb die Narkosedauer so kurz wie möglich gehalten werden soll. Die Narkose wird deshalb in der Regel mit einem Antidot (Naltrexon oder Diprenorphin) wieder aufgehoben. Im Falle von Naltrexon kommen dabei die 10–100-fachen Gewichtsmengen (bezogen auf Thiafentanil) zur Anwendung. Wegen der kurzen Wirkungsdauer von Thiafentanil ist eine Renarkotisierung sehr unwahrscheinlich. Dies ist ein entscheidender Vorteil im Vergleich zu Carfentanyl, bei dem nach Antagonisierung in Abhängigkeit von Antagonist und Dosis nach einigen Stunden eine Renarkotisierung eintreten kann.
Die Angaben zur narkotischen Potenz von Thiafentanil schwanken in der Literatur. Je nach Studie wird die 0,63-fache Carfentanyl-Potenz oder auch eine etwas höhere Carfentanyl-Potenz bis zur 2-fachen Potenz von Etorphin angegeben.
Beispielsweise liegt bei Impalas die effektive Dosis, die bei 90 % der Tiere zu einer Immobilisierung führt, bei Thiafentanil bei einer ED90 = 80,7 µg/kg und bei Carfentanyl bei einer ED90 = 68,8 µg/kg. Der ED50-Wert liegt bei Mäusen bei 0,7 µg/kg (intravenös, hot plate).
Thiafentanil kann als Einzelsubstanz eingesetzt werden, wird aber üblicherweise mit weiteren Substanzen kombiniert (in der Regel Xylazin, Medetomidin und/oder Ketamin), die eine Dosisverringerung erlauben und gleichzeitig die Nebenwirkungen minimieren.
Bei alleiniger Anwendung von Thiafentanil als Anästhetikum löst dieses nämlich eine für hochpotente und schnellwirkende Opioide typische, starke Muskelrigidität (Immobilisierung) aus, die Arbeiten an den narkotisierten Tieren schwierig machen. Auch eine Intubation kann in diesem Zustand sehr schwierig werden. Durch Kombination mit alpha-Agonisten (Xylazin, Medetomidin) wird die Muskelrigidität über zentrale Mechanismen vermindert.

## Sonstiges
Der Ersatz des Thiophen-Restes durch einen Phenyl-Rest führt zu einer Verringerung der analgetischen Potenz um das etwa 4-fache. Methyl{1-(2-phenylethyl)-4-[N-phenyl-methoxyacetamido]piperidin-4-carboxylat} hat bei Mäusen (hot plate, intravenös) einen ED50-Wert von 3 µg/kg (Thiafentanil zum Vergleich 0,7 µg/kg).
Thiafentanil darf nur von entsprechend geschultem Personal unter entsprechenden Vorsichtsmaßnahmen angewendet werden. Entsprechende Antidote (Naloxon, Naltrexon, Diprenorphin) müssen jederzeit verfügbar sein.
Das Verletzen mit kontaminierten Nadeln oder auch schon das Bespritzen mit Injektionslösung kann bereits ernsthafte Vergiftungen hervorrufen. In der Literatur ist ein Unfall mit Carfentanyl beschrieben, wobei sich ein Veterinärmediziner mit einer Injektionslösung aus 1,5 mg Carfentanyl und 50 mg Xylazin versehentlich das Gesicht bespritzt hat und etwas davon in Augen und Mund gelangte. Trotz sofortigem Ausspülen von Mund und Auswaschen von Augen und Gesicht zeigten sich innerhalb von 2 Minuten Vergiftungserscheinungen.